# História da Linha do Alentejo
A Linha do Alentejo é uma ligação ferroviária entre as localidades do Barreiro e Funcheira, em Portugal. É a sucessora do Caminho de Ferro do Sul, cujo primeiro troço, entre o Barreiro e Bombel, entrou ao serviço em 15 de Junho de 1857, tendo sido concluído com a inauguração da linha até Faro, em 1 de Julho de 1889. Em 1902, este troço, com as então planeadas extensões até Vila Real de Santo António e Cacilhas, já era conhecido como Linha do Sul. Em 1992, o Decreto-Lei 140 criou a designação oficial de Linha do Alentejo, compreendendo o troço entre o Barreiro e a Funcheira, passando pelo Pinhal Novo e por Vendas Novas.

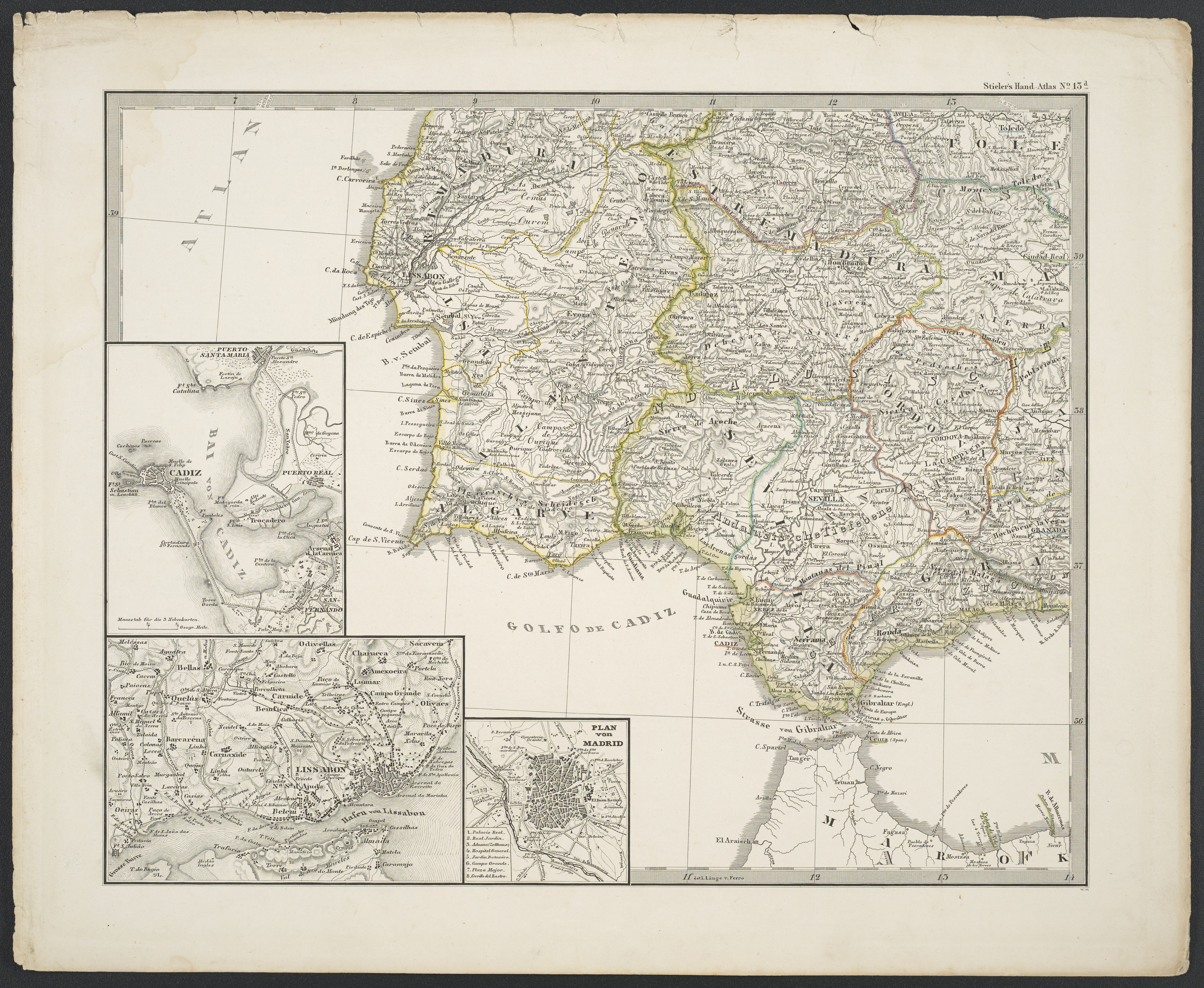
Mapa da região Sul de Portugal, em meados do Século XIX. A região do Alentejo tinha graves problemas em termos de transportes, com uma rede viária muito deficiente.

## Antecedentes
Antes da introdução dos caminhos de ferro nesta região, o meio de transporte utilizado era o rodoviário e fluvial; o atravessamento do Rio Tejo era feito em serviços de barcos entre Lisboa, Cacilhas e Aldeia Galega, e depois continuava-se a viagem por estrada. No entanto, as más condições em que as vias rodoviárias se encontravam causavam várias dificuldades aos viajantes, especialmente as malas-postas, que utilizavam pesados veículos a tracção animal. Outro motivo para a construção de uma ligação ferroviária entre o Alentejo e Lisboa foi a necessidade de estabelecer rotas comerciais, para abastecer a capital e combater o isolamento das áreas produtivas, fazendo a Linha do Alentejo parte da “Rota do Trigo”.

## Século XIX

### Troço entre o Barreiro e Bombel

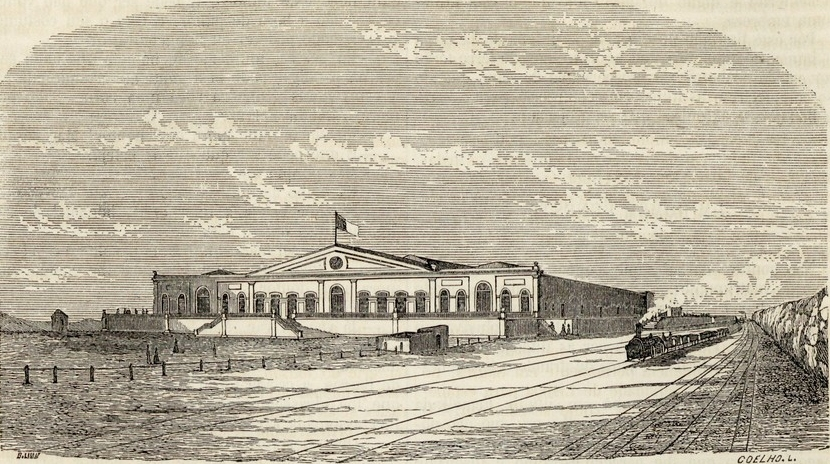
Gravura da primeira estação do Barreiro, nos primeiros anos.

De forma a combater os problemas de comunicações, o governo começou a planear a instalação de uma via férrea entre os embarcadouros na margem Sul do Rio Tejo, e a região do Alentejo. O primeiro documento oficial sobre um caminho de ferro ao Sul do Rio Tejo foi uma consulta do Conselho de Obras Públicas, publicada no dia 19 de Abril de 1854, sobre uma proposta dos Pares do Reino Marquês de Ficalho e José Maria Eugénio de Almeida, como representantes de uma companhia, para instalar um caminho de ferro entre as localidades de Aldeia Galega (posterior Montijo) e Vendas Novas. Em Aldeia Galega seria criado um serviço de transporte fluvial, para a ligação a Lisboa. O contrato para a construção e exploração foi assinado entre o governo e a recém-criada Companhia Nacional dos Caminhos de Ferro ao Sul do Tejo em 24 de Julho, tendo o ponto inicial sido alterado para o Barreiro, e prevista a extensão das linhas até Évora, Beja e Setúbal. No mesmo dia, o Parlamento votou a confirmação do contrato, tendo sido aprovado oficialmente numa carta de lei de 7 de Agosto. O principal motivo para esta alteração foi a existência de um porto natural no Barreiro, o Vale do Zebro, pelo que assim deixava de ser necessário construir infra-estruturas de protecção às embarcações, o que seria bastante dispendioso. Por outro lado, a partir do Barreiro podia-se futuramente fazer prolongar a linha até Cacilhas. O concurso foi aberto no dia 26 de Agosto, tendo as obras sido atribuídas à Companhia, representada por Tomás da Costa Ramos. O trespasse da concessão da construção deste troço ferroviário para a Companhia foi realizado em 6 de Dezembro de 1854, estipulando este contrato que o estado português pagaria à companhia 7$880 por quilómetro construído, além do fornecimento gratuito de madeiras, isenção de todos os impostos, incluindo os sobre as máquinas, materiais importados e exploração.
Segundo o historiador José Formosinho, as obras entre o Barreiro e Vendas Novas iniciaram-se em 11 de Setembro de 1855. O primeiro lanço do Caminho de Ferro do Sul, entre o Barreiro e Bombel, foi inaugurado em 15 de Junho de 1857, com uma bitola de 1,44 metros. Inicialmente, o embarcadouro encontrava-se afastado da estação do Barreiro, o que gerava vários desconfortos para os utentes, tendo posteriormente sido construída uma nova estação, mais próxima do cais. Além disso, geraram-se alguns conflitos entre o estado e a companhia, devido à isenção de impostos e o facto desta transportar a mala-posta em composições normais, em vez de expresso, como seria previsto.

### Ligação entre Bombel e Vendas Novas

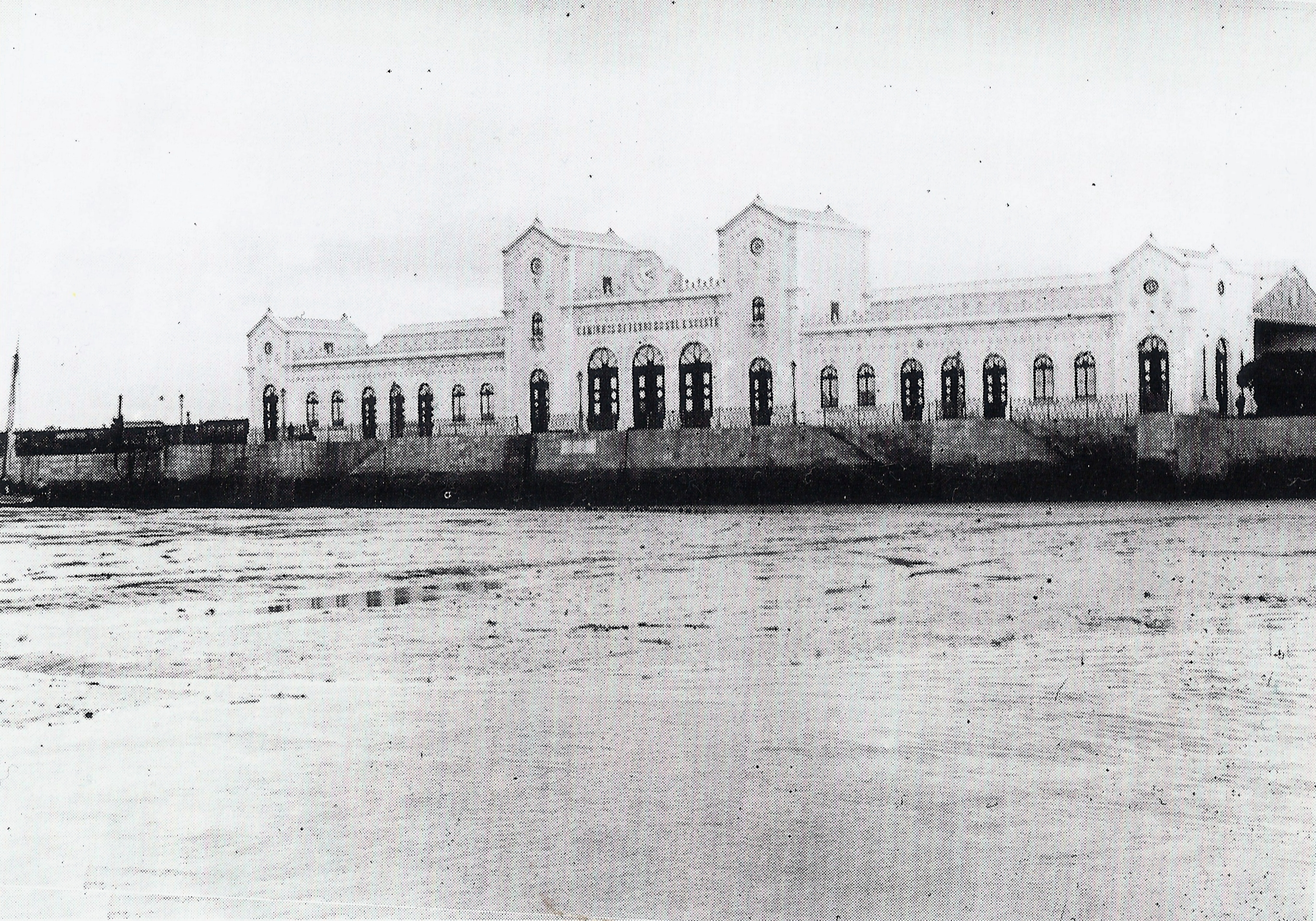
Segunda estação ferroviária do Barreiro, que funcionou de 1884 a 2008.

Em Junho de 1858, o governo apresentou uma proposta de lei no parlamento, baseada nas características técnicas das linhas em construção, até Setúbal e Vendas Novas, e que autorizava a continuação da linha além desta última localidade, até Beja e Évora, podendo este projecto ser feito por contrato subvencionado, ou por administração directa. No entanto, esta proposta gerou uma intensa controvérsia, tendo sido integrada, após várias modificações, numa lei de 8 de Julho de 1859; a principal alteração foi a da bitola utilizada, que passou para 1,67 m, igual à que era utilizada em Espanha nessa altura. O Conselho de  Obras Públicas e Minas apresentou ao estado, em 16 de Julho de 1859, um programa de concurso para estas duas linhas, e, em 29 de Maio de 1860, foi publicada uma carta de lei, que estipulava um contrato para a construção da ligação ferroviária entre Vendas Novas, Beja e Évora, devendo o entroncamento das vias ser efectuado em Santiago do Escoural; o local de entroncamento foi, posteriormente, alterado para Casa Branca, porque permitia uma ligação mais rápida entre Beja e Vendas Novas.
No entanto, o concurso respectivo não teve qualquer concorrentes, pelo que o estado contratou a construção e exploração destas linhas com o empresário John Valentine, que representava uma sociedade, conhecida como Companhia Inglesa, constituída por Charles Mangles, John Chapman, Robert Netman e George Towsend; a sociedade formou, para este projecto, a Companhia dos Caminhos de Ferro do Sueste. O contrato estipulava que os troços deveriam ser construídos em via única, mas deveriam estar, desde logo, prontos para receber via dupla, que seria implantada quando a receita bruta fosse superior a 4$800 por quilómetro; o estado financiaria a construção através de uma subvenção quilométrica de 16.000$000, ou, em alternativa, com uma garantia de juro de 7%. A concessão duraria 99 anos, mas o governo podia resgatá-la ao final de 15 anos. O governo concedeu, igualmente, a isenção de impostos alfandegários sobre os materiais de construção durante a duração das obras, e sobre o material circulante até dois anos após as obras. Segundo o contrato estabelecido, a ligação entre as localidades 3 localidades tinha de estar concluída em três anos após o início do contrato; em caso contrário, o estado assumiria a gestão da Companhia e colocaria os bens em hasta pública. A Companhia pediu, no entanto, no dia 18 de Janeiro de 1860, que o prazo de quinze anos para o resgate fosse duplicado; este pedido foi apresentado nas Câmaras em 13 de Fevereiro e aceite por uma lei de 29 de Maio.
Entretanto, a Companhia Nacional dos Caminhos de Ferro ao Sul do Tejo terminou a construção das linhas até Vendas Novas e Setúbal em 1 de Fevereiro de 1861, continuando a utilizar uma largura de via de 1,44 metros; no entanto, e conforme acordado com o governo, a Companhia do Sueste já tinha começado a construir a linha entre Vendas Novas, Beja e Évora em bitola ibérica, o que impedia a continuidade das composições em ambos os sentidos, forçando ao transbordo de passageiros e as mercadorias.
Consciente deste problema, o governo apresentou ao Parlamento, em 5 de Agosto, uma proposta para adquirir a Companhia ao Sul do Tejo, de modo a abrir uma nova concessão para a sua gestão, e, assim, poder converter a via nas linhas desta empresa; este plano é aprovado, após acesa discussão, em 10 de Setembro desse ano, tendo a gestão da empresa sido feita pelo governo até 15 de Maio do ano seguinte, quando a Companhia dos Caminhos de Ferro de Sueste adquiriu a sua congénere do Sul do Tejo.

### Ligação a Beja e Évora

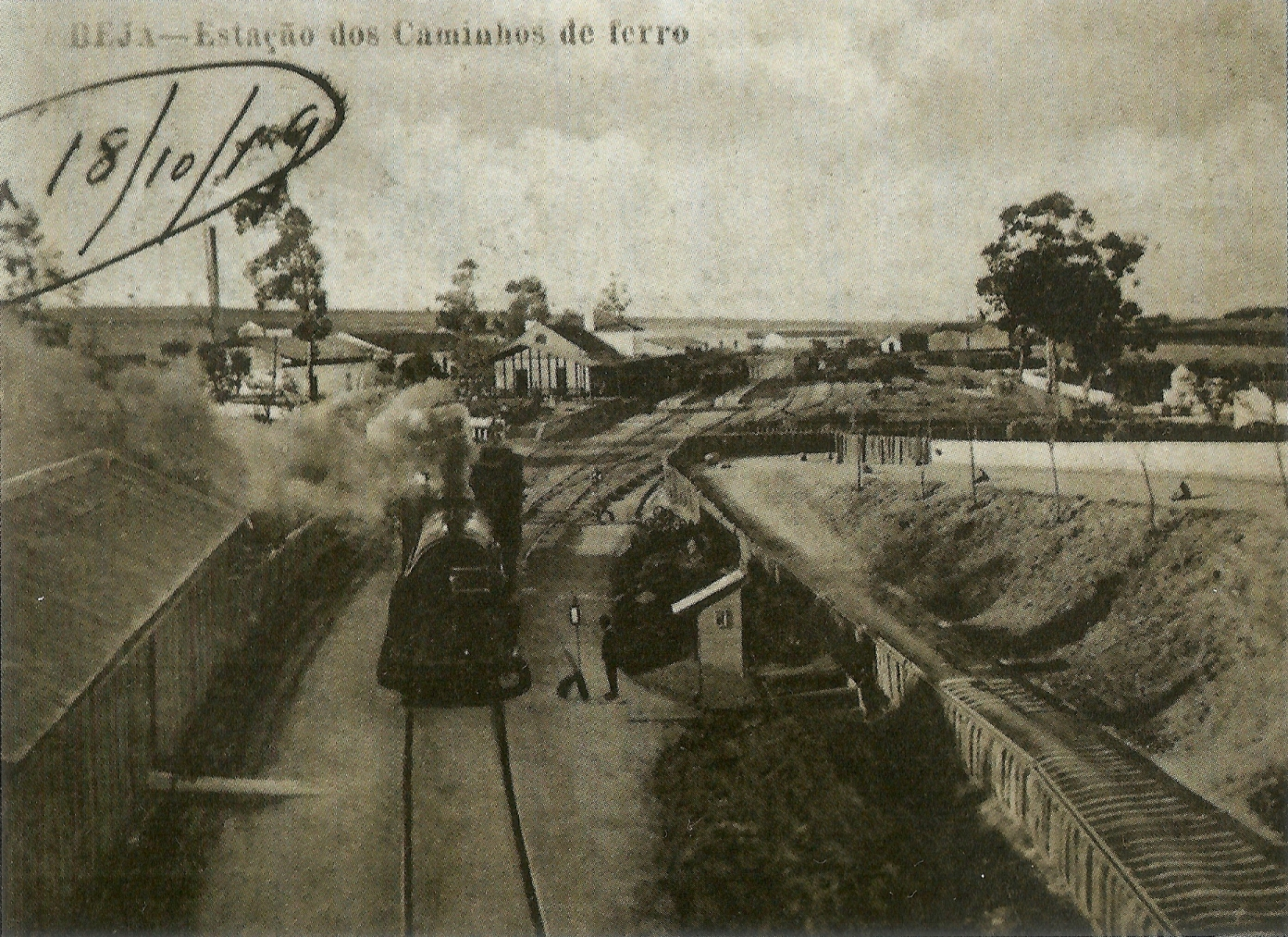
Postal datado de 1919, com a estação original de Beja ao fundo.

O caminho de ferro chegou a Évora em 14 de Setembro de 1863, e ligação a Beja foi estabelecida em 15 de Fevereiro de 1864, passando a linha entre o Barreiro e Beja a ser popularmente conhecida como Caminho de Ferro de Beja. Nos primeiros anos, a ligação a Beja trouxe um avultado rendimento à empresa exploradora. Durante algum tempo, chegou a ser utilizada no transporte de materiais entre Lisboa e Espanha, para a construção de vias férreas, mas este serviço foi posteriormente transferido para a Linha do Leste, quando foi concluída.
Em 21 de Abril de 1864, foi assinado o contrato provisório para o trespasse das linhas e do material circulante da antiga Companhia Nacional de Caminhos de Ferro ao Sul do Tejo para a Companhia do Sueste, por uma soma de 1.008.000$000 réis. Este documento estipulava que a companhia devia construir uma estação no Pinhal Novo, e no prazo de quatro anos, deviam ser uniformizadas as bitolas de via nos troços entre o Barreiro e Vendas Novas e no Ramal de Setúbal, e construídas duas novas linhas férreas, uma entre Évora e à estação do Crato, na Linha do Leste, ligando assim por via ferroviária o Norte e Sul do país, enquanto que a segunda linha sairia de Beja e iria até à fronteira no sentido de Sevilha, passando por Quintos e Serpa. Além disso, dentro de cinco anos deveria estar concluída uma terceira linha, entre Beja e o litoral algarvio. Todas estas obras iriam ser financiadas através de uma subvenção quilométrica de 18.000$000. Também determinou a construção de gares marítimas para passageiros e mercadorias em Lisboa e no Barreiro, mais as respectivas embarcações, passando a empresa a ser responsável serviços fluviais entre estas localidades. A ligação entre Évora e o Crato era considerada a mais prioritária, devido ao elevado número de explorações mineiras e a deficiente rede rodoviária na região, e por facilitar as futuras ligações a Espanha e França. O contrato foi aprovado pelas Cortes em 30 de Abril, e oficializado por uma lei de 23 de Maio, tendo-se tornado efectivo em 11 de Junho. Devido à alteração de bitolas, foi necessário modificar o material circulante que utilizava o antigo formato, que era composto por seis locomotivas, dezoito carruagens (sendo uma o Salão Real), quatro vagões cobertos, um vagão para pólvora, dois carros de freios, dois carros para cavalos, e dois guindastes móveis. Posteriormente, a companhia solicitou que o sistema de subvenção quilométrica fosse substituído pela garantia de um mínimo quilométrico bruto, pagando dessa forma 1.008.000$000, ou seja, o valor das antigas linhas da Companhia ao Sul do Tejo, e devolvendo 1.970.688$000 em subvenções já recebidas; a companhia prescindiria igualmente do direito de receber as futuras subvenções para a construção das linhas planeadas. O estado concordou com estas condições, tendo estabelecido uma garantia, com a duração de cinquenta anos, do produto bruto quilométrico de 3.000$000 ou 3.600$000, a conceder imediatamente, ou após as linhas estarem construídas. O contrato foi lavrado em 14 de Outubro de 1865 e proposto por uma lei de 7 de Novembro, tendo sido aprovado em 25 de Janeiro do ano seguinte.
No entanto, vários problemas fizeram com que o produto quilométrico não passasse dos 1.600$000, e a companhia não conseguiu pagar a primeira prestação até ao dia 10 de Maio de 1866, pelo que o contracto foi anulado em 23 de Maio. Foi feito um apelo ao Tribunal Arbitral, segundo as condições do contrato, mas sem sucesso, e um decreto de 4 de Abril de 1867 colocou em hasta pública as linhas construídas, e que se encontravam em obras. No entanto, o concurso, realizado em 7 de Outubro, não teve participantes, pelo que foi feito um inventário da companhia, e o estado tomou posse das linhas, embora a empresa continuasse a sua exploração, conforme estipulado por um decreto de 10 de Março e uma portaria de 24 de Outubro de 1867.

### Troço entre Beja e Faro

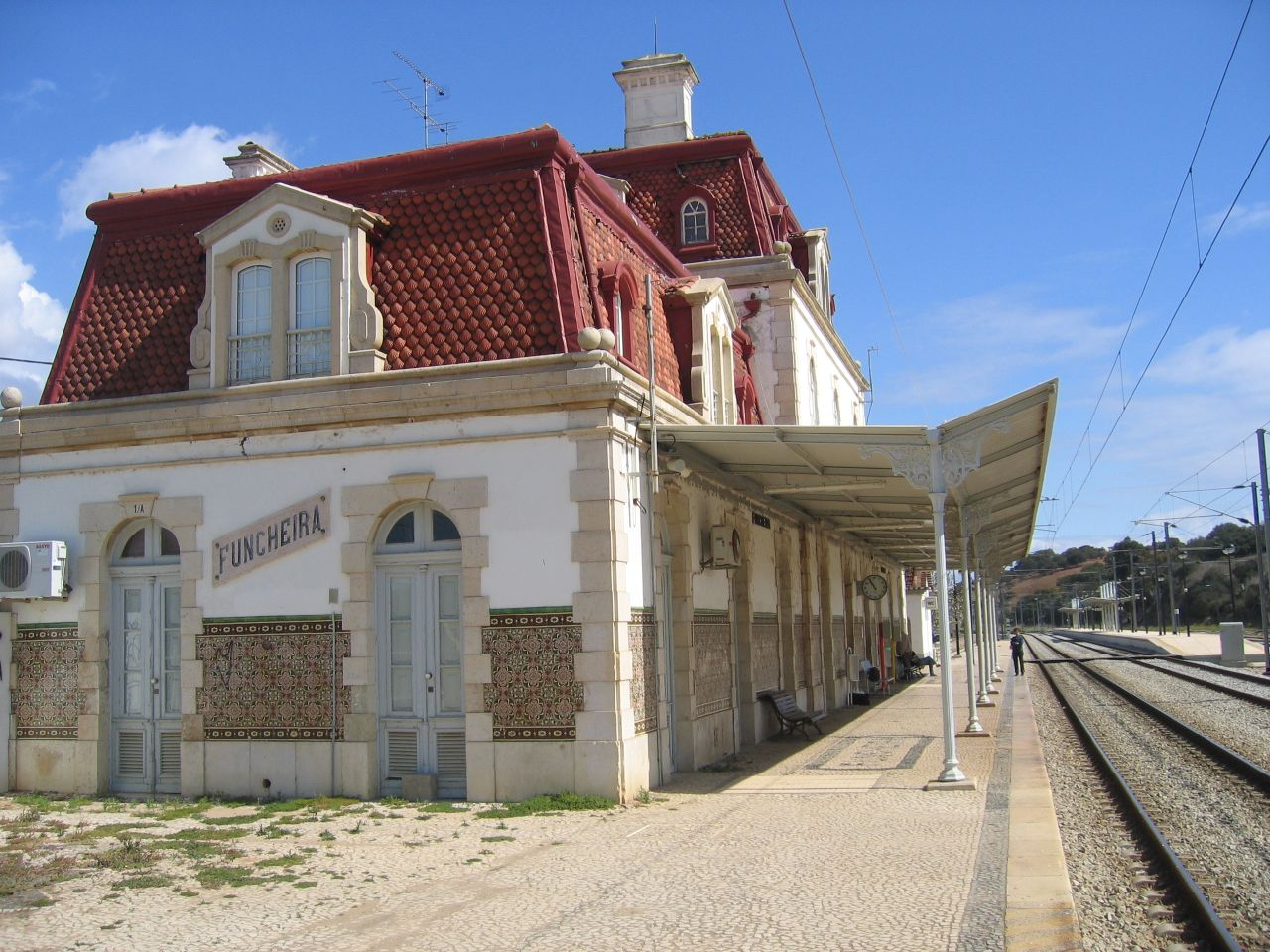
Estação de Funcheira.

Em 1858, mesmo antes de ser construída a ligação até Beja, foi discutida a forma como se deveria efectuar a ligação entre esta localidade e Faro; foram propostos dois traçados, um passando por Mértola e Vila Real de Santo António, e o outro por São Martinho das Amoreiras, Santa Clara-a-Velha, Sabóia, Vale da Mata e São Bartolomeu de Messines. O primeiro evitava uma morosa e dispendiosa passagem pelas serras algarvias, transitava mais próximo da Mina de São Domingos, e permitia uma futura ligação a Espanha; o traçado alternativo ficava mais próximo das minas de Neves-Corvo e de Aljustrel. A primeira proposta foi abandonada, devido à oposição de Espanha em relação a uma ligação internacional, e por não passar junto à Mina de Aljustrel.
No dia 21 de Abril de 1864, é assinado um contrato entre o estado e a Companhia dos Caminhos de Ferro do Sueste e Sul do Tejo para o prolongamento do Caminho de Ferro de Beja até ao litoral do Algarve. Uma carta de lei, datada de 25 de Janeiro de 1866, estabeleceu que o caminho de ferro deveria terminar em Faro, e que deveria estar concluído até 1 de Janeiro de 1869. No entanto, a continuação do caminho de ferro até ao Algarve foi inicialmente posta em causa, devido à falta de entendimento entre os delegados sobre o percurso, e por outros eixos terem sido considerados de maior prioridade, em especial as Linhas do Minho, Beira Alta e Douro. Mesmo assim, as obras continuaram, tendo o caminho de ferro chegado a Casével, no Concelho de Castro Verde, em 20 de Dezembro de 1870. Antes da continuação do caminho de ferro para o Algarve, a estação de Casével era utilizada pelas populações algarvias para as suas deslocações a Lisboa, num percurso que utilizava o Rio Guadiana entre Vila Real de Santo António e Mértola, e as estradas entre aquela vila e Casével.
No dia 18 de Setembro de 1865, ocorreu um incidente entre Beja e Casével, quando, devido a sabotagem na via, uma composição é obrigada a parar de emergência; os trabalhadores precipitaram-se da composição, fazendo três mortos e dois feridos graves. Os vários concursos levados a cabo entre 1873 e 1883 não conseguiram atrair concorrentes, devido aos insucessos anteriores, que reduzia a confiança no lucro resultante deste investimento, e à relativa inexperiência que existia neste tipo de projectos em Portugal. Desta forma, ficou desde logo assente que a continuação da linha teria de ser feita pelo estado, o que foi autorizado por uma lei de 29 de Março de 1883 e por um decreto de 17 de Setembro do mesmo ano. A 1 de Julho de 1875, é publicada uma portaria, destacando o engenheiro Nuno Augusto de Brito Taborda, director do Caminho de Ferro do Sueste, de elaborar o projecto definitivo para o Caminho de Ferro do Algarve, e encarregando o estado de construir esta ligação. Entre finais desse ano e Dezembro de 1876, os trabalhos atrasaram-se devido a chuvas intensas, e devido à circunstância dos operários irem trabalhar nas sementeiras. O concurso para este caminho de ferro foi aberto pelo governo em 26 de Janeiro de 1876, e nos finais deste ano a via entre Faro e São Bartolomeu de Messines já se encontrava assente, faltando apenas concluir a via entre esta estação e Casével. A linha entre Casével e Faro foi construída em vários troços independentes, de forma a criar trabalho para os habitantes das regiões, como forma de aliviar a fome que grassava nessa altura. O lanço entre Casével e Amoreiras-Odemira foi aberto à exploração em 3 de Junho de 1888, e a 1 de Julho de 1889 entrou ao serviço a linha entre Amoreiras e Faro.

## Século XX

### Décadas de 1900 e 1910

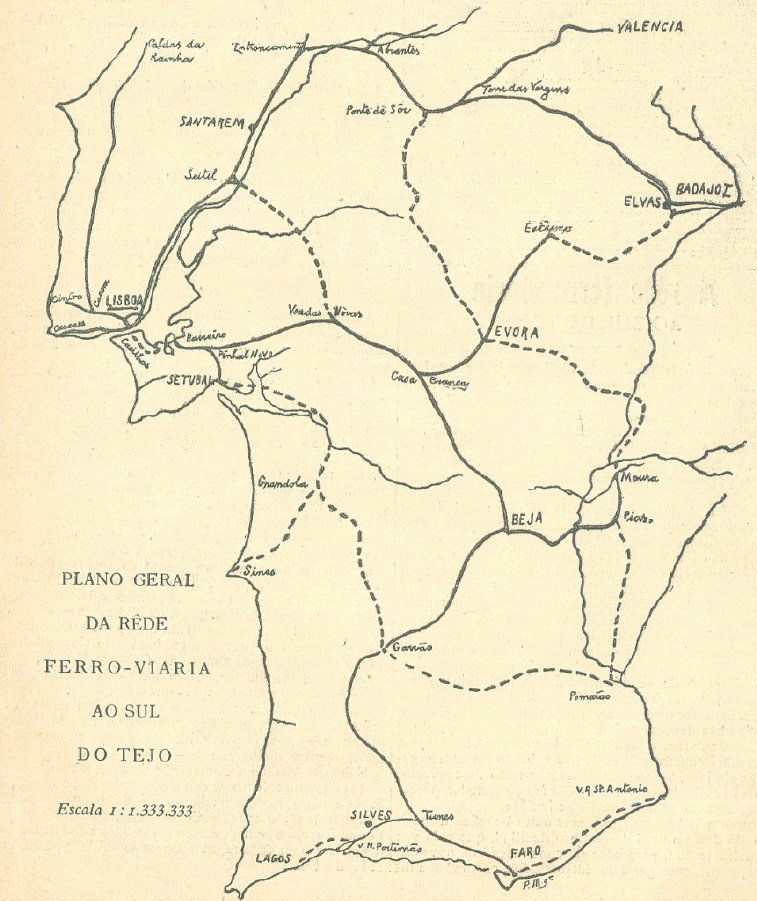
Plano da rede portuguesa ao Sul do Tejo, de 1902.

O Plano da Rêde ao Sul do Tejo, documento de 15 de Maio de 1899 que redefiniu as linhas já concluídas e os troços em construção ou em planeamento, incluía o Caminho de Ferro do Sul, com o nome de Linha de Cacilhas a Vila Real de Santo António; em 1902, este troço já era denominado de Linha do Sul, devido ao seu carácter meridional. Nesse ano, o aumento de tráfego na rede ao Sul do Tejo incentivou à compra de 6 locomotivas do tipo Compound à empresa alemã Borsig. A Direcção de Sul e Sueste possuía, naquele ano, 48 locomotivas, que se subdividiam em 5 agrupamentos; o primeiro incluía apenas a locomotiva D. Luiz, que servia apenas para serviços especiais, o segundo grupo reunia 6 máquinas de 1862 que eram muito utilizadas no Ramal de Setúbal, o terceiro agrupava 3 locomotivas-tender de 1865 destinadas a manobras e serviços esporádicos de mercadorias, o quarto, 18 locomotivas adquiridas entre 1885 e 1895, e o quinto, 20 máquinas para composições de mercadorias, compradas entre 1863 e 1902. O transporte de passageiros na Linha do Sul, nesse ano, era assegurado por serviços rápidos e de baixo peso entre Setúbal e Barreiro, 4 composições mistas de passageiros, recovagens e correio que ligavam o Barreiro a Beja e Faro, e comboios mistos entre a capital Algarvia e Casa Branca. Os dois serviços entre o Barreiro e Faro, de carácter nocturno, detinham uma maior importância devido ao facto das recovagens transportadas a partir do Algarve serem quase todas destinadas ao Barreiro, e daí para Lisboa.
Em 1911, foram introduzidos os serviços de ambulâncias postais, que seriam retirados em 1972.

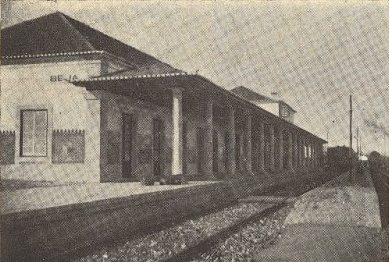
Nova estação de Beja, inaugurada em 1940.

### Década de 1940
Em 20 de Junho de 1940, abriu à exploração o troço entre o Barreiro-A e Lavradio.
Foi nos anos 40 que se iniciou a construção da variante de Beja, uma alteração no traçado da via férrea entre Beja e Santa Vitória-Ervidel, tendo o novo lanço uma extensão de 15700 m. Esta obra iria facilitar a circulação naquele lanço, porque iria encurtar a distância entre as duas estações em cerca de um quilómetro, além que eliminaria a necessidade das locomotivas reverterem a sua marcha em Beja. No entanto, devido à crise dos caminhos de ferro em Portugal, causada pelo desenvolvimento da rede rodoviária, as obras foram muito limitadas, pelo que em 1948 apenas tinham sido concluídos cerca de 2000 m de via. Também nesse ano, foram feitas obras de remodelação na via férrea entre Torre da Gadanha e Beja.

### Décadas de 1950 e 1960
Quando se esteve a planear a Ponte 25 de Abril, entre as décadas de 1950 e 1960, estava previsto que no tabuleiro inferior seriam instaladas duas vias ferroviárias, de forma a unir as redes a Norte e Sul do Rio Tejo; numa primeira fase, este ramal deveria ligar-se à Linha do Alentejo por uma concordância dupla, com entroncamento nas estações de Alhos Vedros e Moita. A primeira fase contemplava, igualmente, a construção de um ramal de Almada até à Caparica, que posteriormente seria prolongado até à Linha do Sul em Setúbal.

### Década de 1970
Em 1971, entrou ao serviço o novo lanço entre Beja e Santa Vitória - Ervidel.

### Década de 1990
O Decreto-Lei 140/92, de 20 de Junho de 1992, alterou profundamente a organização das ligações ferroviárias no Sul de Portugal; com efeito, este diploma estabeleceu que a Linha do Sul deveria começar no quilómetro 10,5 da Linha de Cintura e terminar em Tunes, passando pelo Pinhal Novo e Setúbal, e criou oficialmente a Linha do Alentejo, que principiaria na Estação do Barreiro, e teria o seu término na Funcheira, passando pelo Pinhal Novo e por Vendas Novas. O troço entre Vila Real de Santo António e Lagos passou a denominar-se de Linha do Algarve.

## Século XXI

### Eletrificação entre Barreiro e Pinhal Novo (2008)

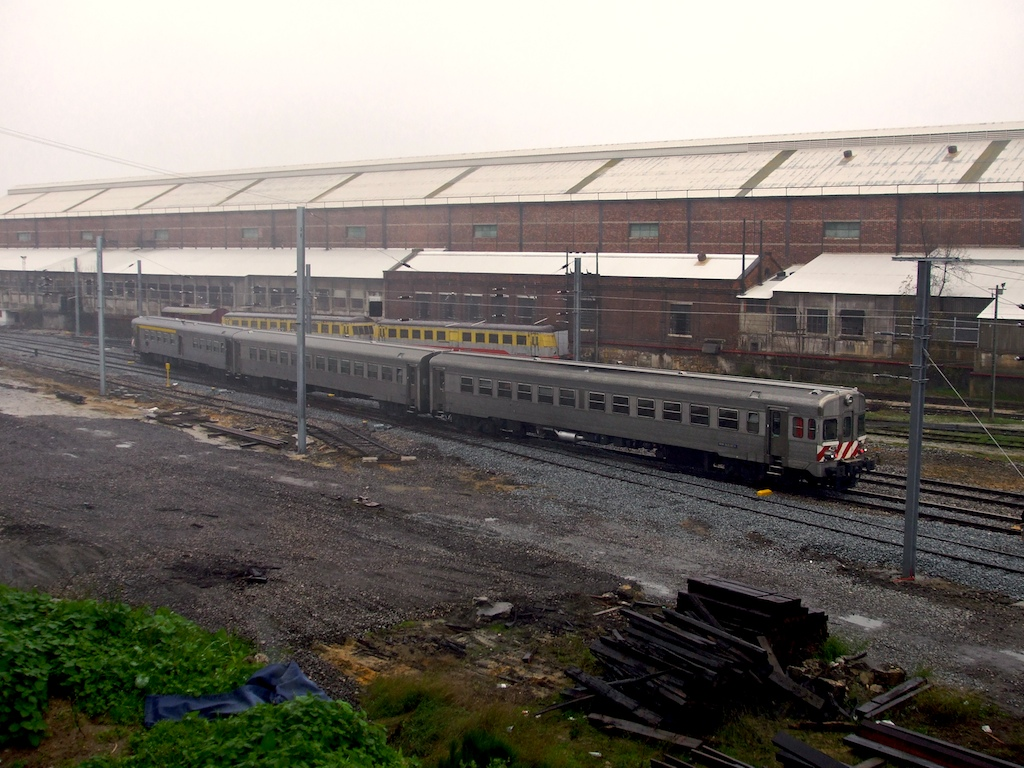
Uma automotora diesel no Barreiro, na véspera da inauguração da eletrificação entre Barreiro e Pinhal Novo, 13 de dezembro de 2008.

Desde finais da década de 1990 que era prometida a eletrificação do troço da Linha do Alentejo entre Barreiro e Pinhal Novo. Em junho de 2004, com a abertura do último troço do lanço Lisboa–Pinhal Novo da Linha do Sul (lanço eletrificado que inclui a Ponte 25 de Abril) e da entrada ao serviço da eletrificação do resto da Linha do Sul entre Pinhal Novo e Faro, o troço Barreiro–Pinhal Novo passou a ser a única ferrovia da Península de Setúbal que não estava eletrificada. Com efeito, em meados da década de 2000, os comboios suburbanos Barreiro–Pinhal Novo–Setúbal–Praias do Sado eram os únicos da rede de suburbanos de Lisboa que eram assegurados por automotoras a diesel. Apesar disso, estes comboios percorriam um troço eletrificado: o troço entre Pinhal Novo e Praias do Sado (que faz parte da Linha do Sul) ficou totalmente eletrificado em 2004; parte deste troço também era percorrido pelos comboios elétricos da Fertagus que faziam a ligação entre Lisboa, Pinhal Novo e Setúbal.
Em novembro de 2006, o Ministro das Obras Públicas Mário Lino anunciou que o troço Barreiro–Pinhal Novo iria sofrer obras de modernização que incluíam a eletrificação, instalação de um novo sistema de telecomunicações, supressão de passagens de nível e requalificação de estações e apeadeiros. Estava projetado que estas obras estariam concluídas no segundo semestre de 2008. A Rede Ferroviária Nacional adjudicou a obra de modernização e eletrificação deste troço a um consórcio formado pelas empresas Construtora Abrantina e Lena. A obra, que custaria 19 milhões de euros, incluía a construção de uma nova estação ferroviária no Barreiro. As obras iniciaram-se em abril de 2008. Foi instalada sinalização eletrónica e o sistema de controlo de velocidade CONVEL. Foi construída uma nova estação ferroviária no Barreiro; a nova estação localizava-se a sul da estação até então existente, e num local mais próximo do terminal fluvial. Entre Barreiro-A e Lavradio foi construída uma passagem superior para peões. Nas estações e apeadeiros foram prolongadas as plataformas e aumentada a sua altura. O aspeto mais controverso da obra foi a demolição dos históricos edifícios das estações de Alhos Vedros e Moita, que levaram a protestos das populações e autarquias. No entanto, a REFER acabou mesmo por demolir os edifícios das estações em finais de maio de 2008, ações condenadas na região. A eletrificação do troço Barreiro–Pinhal Novo foi inaugurada em 14 de dezembro de 2008, numa cerimónia onde esteve presente o Primeiro-Ministro José Sócrates. No entanto, na altura ainda faltavam concluir algumas obras de requalificação de estações e apeaderios, obras que a REFER previa estarem concluídas no 2.º trimestre de 2009. Com inauguração da eletrificação, a empresa CP colocou automotoras das séries 2300 e 2400 (iguais às que eram usadas na Linha de Sintra) a fazer a ligação entre Barreiro, Pinhal Novo, Setúbal e Praias do Sado. O tempo de viagem entre Barreiro e Setúbal foi reduzido de 48 para 30 minutos. A CP reforçou a oferta de comboios, passando a providenciar um comboio a cada 30 minutos na hora de ponta e a cada hora durante o resto do dia, num total de 27 circulações por sentido entre as 05:55h e as 00:30h. Foram também melhoradas as ligações com os barcos da Soflusa, que ligam o Barreiro à Baixa de Lisboa. Com efeito, uma viagem entre Setúbal e a Baixa de Lisboa via Barreiro (por comboio da CP e barco) passou a demorar 1 hora, sensivelmente o mesmo tempo que o necessário para uma viagem via Ponte 25 de Abril, ou seja, de comboio da Fertagus até à estação lisboeta de Entrecampos e daí de metro até à Baixa de Lisboa. O preço da viagem via Barreiro era mais barato. Em todo o caso, para as viagens de longo curso, a CP não melhorou as ligações a partir do Barreiro; por exemplo, uma viagem entre Barreiro e Grândola demorava em 2008 mais 12 minutos que no final da década de 1980.

### Suspensão da circulação ferroviária (2010–11)
A circulação ferroviária foi encerrada entre Beja e Lisboa a 10 de Maio de 2010, de forma a proceder a obras de renovação, tendo sido prevista a disponibilização de transportes alternativos; esta interrupção, que deverá durar aproximadamente um ano, estava prevista para se iniciar a 3 de Maio, mas foi atrasada por ordem do Instituto da Mobilidade e dos Transportes Terrestres, devido à falta de informação sobre alternativas de transporte por parte da Rede Ferroviária Nacional, entidade responsável pela obra. Estas obras de renovação, que irão contemplar a electrificação e renovação das vias, construção de passagens desniveladas e beneficiação de estações, vão ser levadas a cabo nos troços entre Bombel, Vidigal, Casa Branca e Évora, totalizando aproximadamente 32 quilómetros; o valor deste investimento supera os 48 milhões de euros. O objectivo desta intervenção era aumentar a competitividade da Linha do Alentejo para o transporte de mercadorias, segmento no qual, como confirmou o secretário de Estado dos Transportes, Correia da Fonseca, esta ligação detinha uma importância estratégica.
Esta intervenção foi criticada pelo Executivo da Direcção Regional do Alentejo do Partido Comunista Português, que denunciou a forma como a Rede Ferroviária Nacional e o operador Comboios de Portugal conduziram o processo, e considerou questionável o facto desta medida ser necessária para as obras de modernização. Por outro lado, os passageiros mostraram-se descontentes com os serviços alternativos, assegurados por autocarros, criticando os horários e o conforto; isto reflectiu-se numa queda no número de utentes.
A suspensão da circulação dos serviços Regionais entre Beja e Évora estava prevista para 14 de Junho do mesmo ano, mas, devido à pressão dos autarcas locais, a operadora Comboios de Portugal decidiu manter os serviços entre Beja e Casa Branca. Em Outubro, a empresa garantiu, numa reunião com várias autarcas, que os serviços Intercidades entre Lisboa e Beja iriam voltar a circular em Maio de 2011, com mais duas paragens, em Alcáçovas e Alvito. Nesse mês, uma automotora colidiu com um veículo pesado de mercadorias numa passagem de nível, junto à localidade de São Matias, provocando 3 feridos ligeiros.

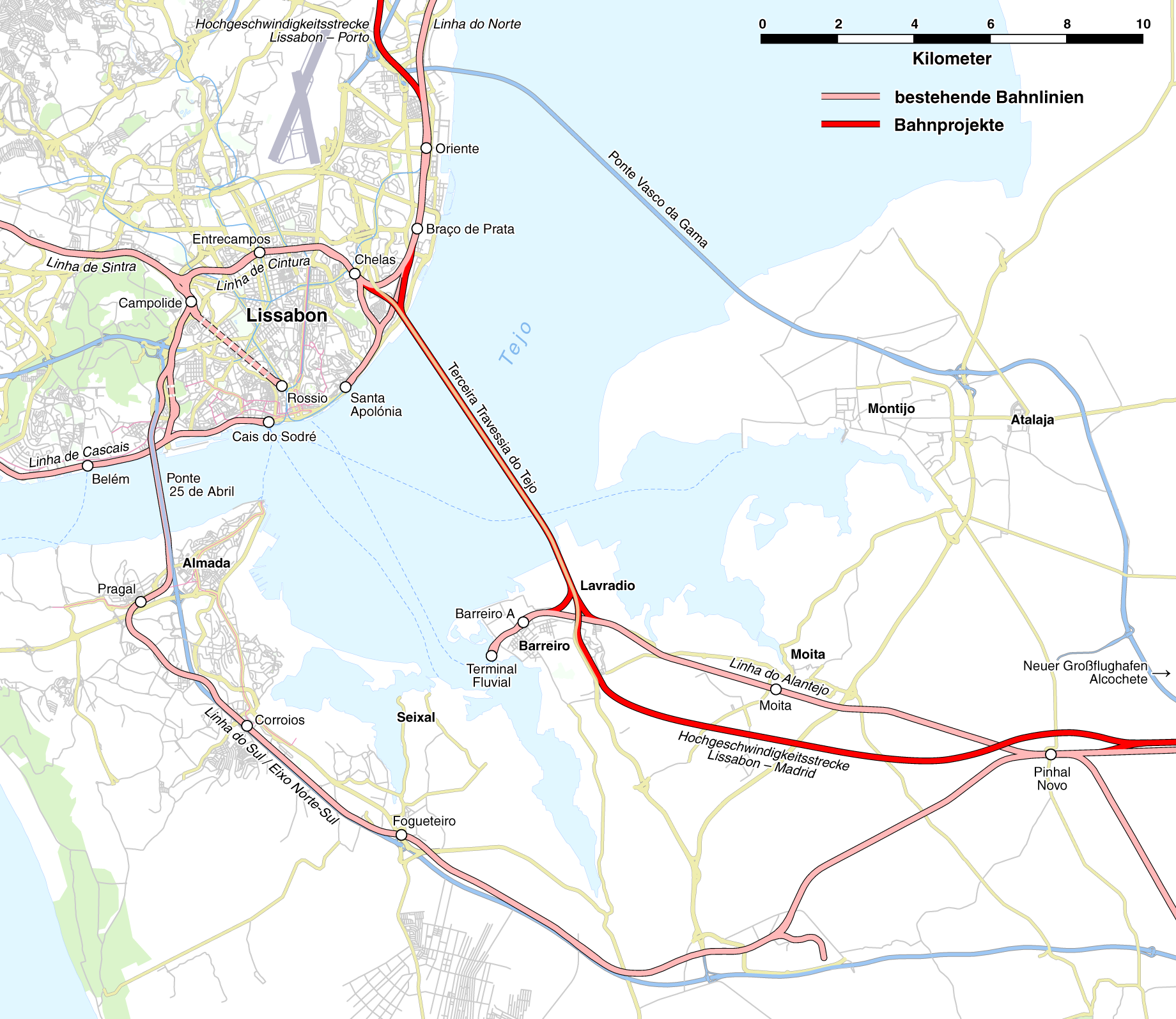
Alterações previstas com a entrada em funcionamento da Terceira Travessia do Tejo, em 2013.

Em Janeiro de 2011, efectuou-se uma recolha assinaturas no centro de Beja, para reivindicar a continuidade da ligação ferroviária directa entre aquela cidade e Lisboa, a electrificação da linha até Casa Branca, e a manutenção das ligações com o Algarve, pela Funcheira. No dia 26 do mesmo mês, três indivíduos simularam um assalto à Estação de Beja, para protestar contra o fim da ligação directa a Lisboa, numa acção promovida pela Associação de Defesa do Património de Beja. No âmbito desta situação, foi realizada uma sessão extraordinária da Assembleia Municipal, e o deputado Luís Rodrigues, do Partido Social Democrata, afirmou que iria questionar o governo sobre a remodelação e electrificação do troço até Beja, depois da Rede Ferroviária Nacional ter declarado que não tinha planeado essa intervenção, e recordou que este projecto tinha sido confirmado por responsáveis do Partido Socialista. Nos inícios de Fevereiro, estava prevista, para o dia 15 do mesmo mês, a entrega de uma petição ao Presidente da Assembleia da República, a requerer a modernização do troço até Beja da Linha do Alentejo, e a continuação dos comboios directos entre aquela localidade e Lisboa.
As obras de modernização no troço entre Bombel e Évora, que deviam ser concluídas em Maio, foram atrasadas pelo mau tempo que se fez sentir desde o mês de Outubro de 2010, e que durou vários meses. Assim, só em 24 de Julho é que se voltaram a realizar os comboios directos entre Lisboa e Beja, após cerca de dois anos de interrupção.
O projecto da Terceira Travessia do Tejo, uma infra-estrutura planeada que irá unir as margens Sul e Norte do Rio Tejo por via ferroviária, incluindo a ligação ferroviária de Alta Velocidade Lisboa - Madrid, implicará várias alterações físicas na Linha do Alentejo, por forma a permitir a sua junção directa com a Linha de Alta Velocidade.

### Supressão dos serviços regionais (2012)
A operadora Comboios de Portugal extinguiu todos os serviços regionais entre Beja e Funcheira em 1 de Janeiro de 2012, alegando reduzida sustentabilidade económica neste troço motivada pela baixa procura. Em março de 2012 este troço («entre os Km 154,600 (Beja) e o Km 205,805 (Ourique)», sic) foi removida formalmente, pela entidade reguladora, da rede em exploração.

## Leitura recomendada
- CERVEIRA, Augusto; CASTRO, Francisco Almeida e (2006). Material e tracção: os caminhos de ferro portugueses nos anos 1940-70. Col: Para a História do Caminho de Ferro em Portugal. Volume 5. Lisboa: CP-Comboios de Portugal. 270 páginas. ISBN 989-95182-0-4